# Стинчешть-Охаба
Стинчешть-Охаба, Стинчешті-Охаба (рум. Stâncești-Ohaba) — село у повіті Хунедоара в Румунії. Входить до складу комуни Добра.
Село розташоване на відстані 312 км на північний захід від Бухареста, 18 км на захід від Деви, 122 км на південний захід від Клуж-Напоки, 112 км на схід від Тімішоари.

## Населення
За даними перепису населення 2002 року у селі проживали 38 осіб, усі — румуни. Усі жителі села рідною мовою назвали румунську.